# 機関投資家
機関投資家（きかんとうしか、英語: institutional investor）とは、個人投資家らの拠出した巨額の資金を有価証券（株式・債券）等で運用・管理する社団や法人。

## 概要
保険会社、投資信託、信託銀行、投資顧問会社、年金基金など。財団も含む。
証券市場に対する一種の圧力団体として、ビッグバンを実現したりオフショア市場を開拓したりした。
海外機関投資家の日本株式保有率は1990年に4.7％でしかなかったのが、2014年に31.7％を記録した。
2023年現在、世界の運用資産残高は131兆USドルを超えているが、ブラックロックとヴァンガードだけで18兆ドル以上を運用している。このため、敵視する個人投資家もいる。
機関投資家は厳密に定義されない用語である。

## 日本の税法上の機関投資家
租税特別措置法においては、「機関投資家」を以下の定義で用いている。
定義の一部は、金融商品取引法上の適格機関投資家と一致するものの、全体としては別の定義となっている。
- 特定目的会社の導管性要件の一つとして、特定社債が機関投資家のみによって保有されることが規定されている。

第六十七条の十四（特定目的会社に係る課税の特例）第1項第1号ロ(2)
「機関投資家（金融商品取引法第二条第九項に規定する金融商品取引業者（同法第二十八条第一項に規定する第一種金融商品取引業のうち同条第八項に規定する有価証券関連業に該当するもの又は同条第四項に規定する投資運用業を行う者に限る。）その他の財務省令で定めるものをいう。以下この号において同じ。）」
- 投資法人の導管性要件の一つとして、投資口が機関投資家のみによって保有されることが規定されている。

第六十七条の十五（投資法人に係る課税の特例）第1項第1号ロ(2)
「機関投資家（金融商品取引法第二条第九項に規定する金融商品取引業者（同法第二十八条第一項に規定する第一種金融商品取引業のうち同条第八項に規定する有価証券関連業に該当するもの又は同条第四項に規定する投資運用業を行う者に限る。）その他の財務省令で定めるものをいう。）」
- 上記の「その他財務省令」は、租税特別措置法施行規則[14]であり、同規則の第二十二条の十八の四及び第二十二条の十九により、金融商品取引法上の適格機関投資家の範囲を定める金融商品取引法第二条に規定する定義に関する内閣府令第十条の一部を掲げている。

## 適格機関投資家と機関投資家の違い
適格機関投資家の定義では同条二十三号で定める「金融庁長官に届出を行った法人」の要件が「保有する有価証券の残高が十億円以上」であることに対し、機関投資家は「時価総額が100億円以下の小型株には投資できない」という決まりを暗黙の了解としている。

## 機関投資家の一覧
キャピタルゲインだけを目的とするトレードに建設性を認めないスチュワードシップ・コードの観点からは、大規模で長期運用の投資をする法人投資家を機関投資家といい、ヘッジファンドなど短期運用の法人投資家は機関投資家といわないことが多い。
- 生命保険会社
- 損害保険会社
- 信託銀行
- 投資顧問会社
- 資産運用会社
- 年金基金
- 銀行
- 財団
- 共済組合
- 匿名組合
- 投資事業組合
- 投資事業有限責任組合

- 投資信託（投資ファンドの代表格）
- 証券会社・投資銀行
- 国際決済銀行
- 国際開発金融機関
- リミテッド・パートナーシップ
- ソブリン・ウエルス・ファンド（政府系投資ファンド）
- プライベート・エクイティ・ファンド
- 系統中央機関
- 政策金融機関
- 宗教事業協会
- マフィア